# Лук тонкостебельный
Лук тонкостебельный (лат. Allium tenuicaule) — многолетнее травянистое растение, вид рода Лук (Allium) семейства Луковые (Alliaceae).

## Распространение и экология
В природе ареал вида охватывает Памиро-Алай (долина Зеравшана). Эндемик.
Произрастает по щебнистым и каменистым склонам в альпийском поясе.

## Ботаническое описание
Луковицы яйцевидно-конические, толщиной 0,5—0,7 см, длиной 1—2 см, по 2—6 прикреплены к корневищу, с бурыми сетчатыми оболочками. Стебель высотой 10—30 см, тонкий, на четверть или на треть одетый гладкими или шероховатыми влагалищами листьев.
Листья в числе 2—3, почти нитевидные, свернутые, по краю шероховатые.
Зонтик пучковатый или почти полушаровидный, обычно немногоцветковый, густой. Листочки колокольчатого околоцветника тёмно-розовые, длиной 7—8 мм, почти равные, острые, наружные продолговатые, внутренние ланцетные. Нити тычинок в полтора раза короче листочков околоцветника, на половину между собой и с околоцветником сросшиеся, цельные, наружное треугольно-шиловидные, внутренние треугольные; пыльники жёлтые. Столбик не выдается из околоцветника; завязь на верхушке с хрящеватыми зубчиками, образующими коронку, окружающую основание столбика.
Коробочка в полтора раза короче околоцветника.

## Таксономия
Вид Лук тонкостебельный входит в род Лук (Allium) семейства Луковые (Alliaceae) порядка Спаржецветные (Asparagales).
|  |                                      |  |                                                             |                                                             |                   |  | ещё 24 семейства (согласно Системе APG II) | ещё 24 семейства (согласно Системе APG II) |                         |  |  |  | ещё более 870 видов |
|  |                                      |  |                                                             |                                                             |                   |  | ещё 24 семейства (согласно Системе APG II) | ещё 24 семейства (согласно Системе APG II) |                         |  |  |  | ещё более 870 видов |
|  |                                      |  |                                                             | порядок Спаржецветные                                       |                   |  |                                            |                                            | род Лук                 |  |  |  |                     |
|  |                                      |  |                                                             | порядок Спаржецветные                                       |                   |  |                                            |                                            | род Лук                 |  |  |  |                     |
|  | отдел Цветковые, или Покрытосеменные |  |                                                             |                                                             | семейство Луковые |  |                                            |                                            | вид Лук тонкостебельный |  |  |  |                     |
|  | отдел Цветковые, или Покрытосеменные |  |                                                             |                                                             | семейство Луковые |  |                                            |                                            |                         |  |  |  |                     |
|  |                                      |  | ещё 44 порядка цветковых растений (согласно Системе APG II) | ещё 44 порядка цветковых растений (согласно Системе APG II) |                   |  |                                            | ещё около 300 родов                        | ещё около 300 родов     |  |  |  |                     |
|  |                                      |  |                                                             | ещё 44 порядка цветковых растений (согласно Системе APG II) |                   |  |                                            |                                            | ещё около 300 родов     |  |  |  |                     |